# Moloko (singolo)
Moloko è un singolo della cantante ucraina Loboda, pubblicato il 18 dicembre 2020 su etichetta discografica Sony Music.

## Video musicale
Il video musicale, reso disponibile il 18 dicembre 2020, è stato diretto da Alan Badojev.

## Tracce
Testi e musiche di Jana Drjupina.
Download digitale
1. Moloko – 4:03

Download digitale – Remake
1. Moloko (Remake) – 3:40

## Classifiche

### Classifiche settimanali
| Classifica (2021) | Posizione massima |
| ----------------- | ----------------- |
| Russia            | 35                |
| Ucraina           | 43                |

### Classifiche di fine anno
| Classifica (2021) | Posizione |
| ----------------- | --------- |
| Russia            | 170       |

## Riconoscimenti
Premija Muz-TV
- 2021 – Miglior video di un'artista femminile[5]